# Mallow Castle
Mallow Castle (irisch Caisleán Mhala) ist die Ruine eines festen Hauses aus dem 16. Jahrhundert, Überreste einer Niederungsburg aus dem 13. Jahrhundert und ein Landhaus aus dem 19. Jahrhundert in der Bridewell Lane in Mallow im irischen County Cork.

## Beschreibung

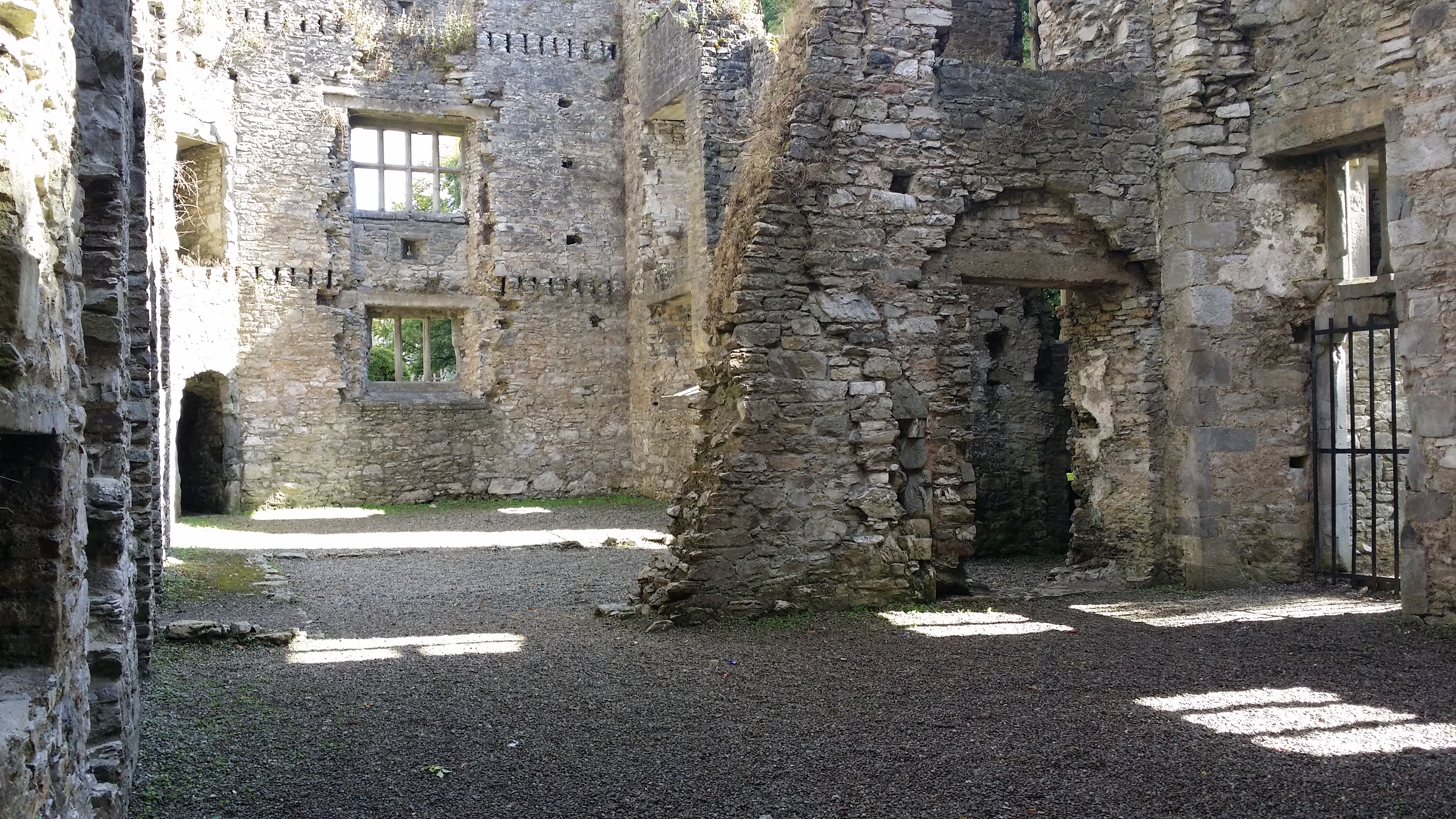
Inneres des befestigten Hauses

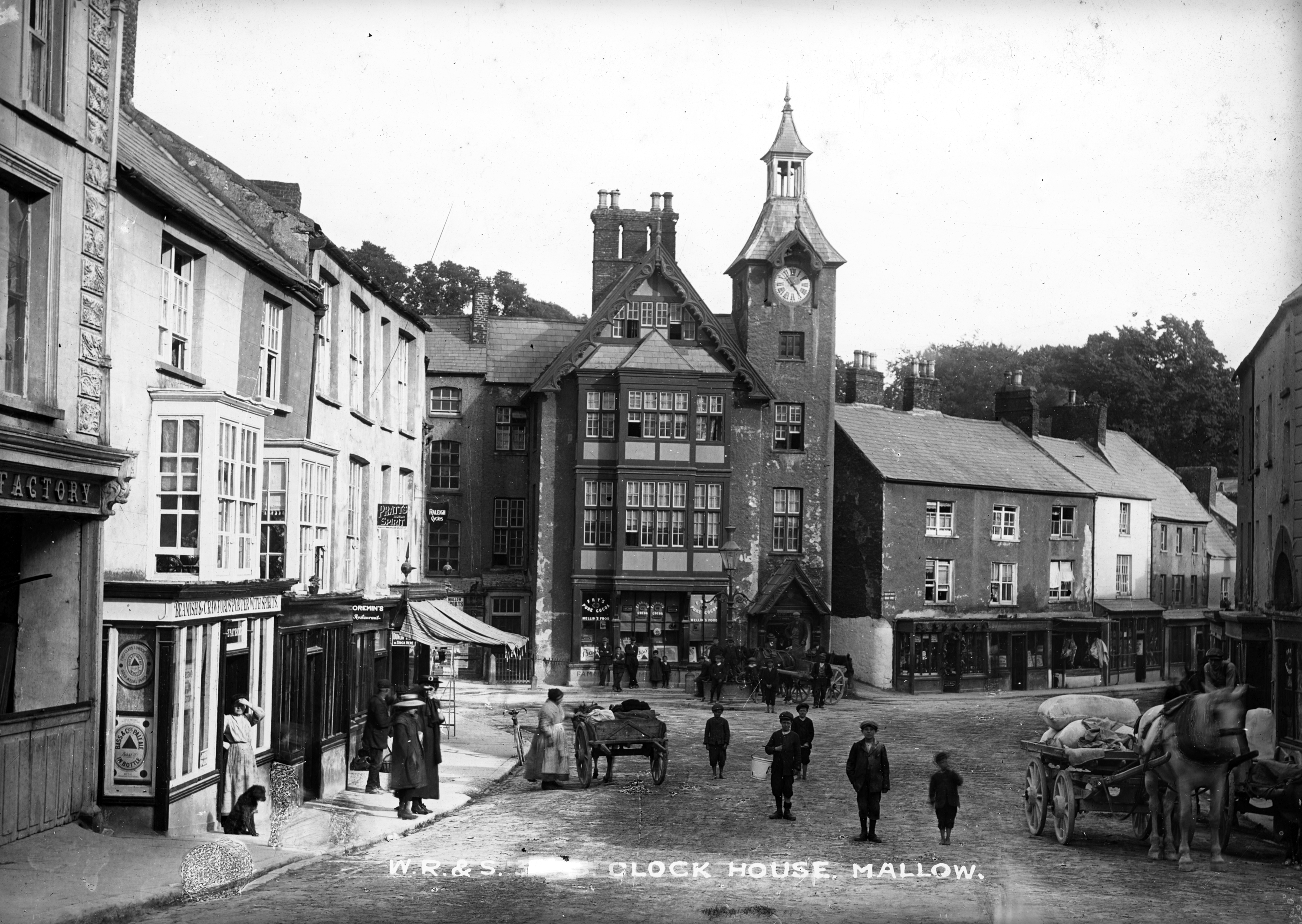
Die Uhr des Uhrenhauses (erbaut um 1855 für Sir Denham Orlando Jephson) stammt vom Turm des Mallow Castle aus dem 13. Jahrhundert. Die Glocke wurde in der ‚‘Millerd Street‘‘ in Cork gegossen. Der Uhrenturm war einsturzgefährdet und wurde um 1970 abgerissen, wurde aber 1995 wieder neu aufgebaut.

Das 13 Hektar große Anwesen besteht aus Gärten und Parkland, auf dem drei Gebäude stehen: Die Ruinen eines festen Hauses aus dem 16. Jahrhundert, ein Landhaus aus dem 19. Jahrhundert nördlich davon und die Überreste einer Burg aus dem 13. Jahrhundert östlich davon. Das feste Haus ist ein langes, dreistöckiges Gebäude mit rechteckigem Grundriss und je einem vieleckigen Turm an der Nordwest- und der Südwestecke. Es ist in frühjakobinischem Stil gehalten und hat hohe Giebel, gestufte Zinnen und gekuppelte Fenster. Die Flügel des Hauses springen jeweils aus der Mitte der Süd- und der Nordwand des Hauptgebäudes hervor; der Eingang befindet sich im Nordflügel. Das Haus war so konstruiert, dass man einen Streifen ganz rundherum mit Musketenfeuer belegen konnte.
Das baronale Landhaus aus dem 19. Jahrhundert enthält Teile, die auf die 1690er-Jahre zurückgehen und liegt in der Nähe der älteren Ruine von Mallow Castle. Das renovierte Gebäude hat acht Paraderäume, darunter das Musikzimmer, ein Billardzimmer und eine Bibliothek sowie 12 Schlafzimmer.

## Geschichte
Das feste Haus stammt aus dem 16. Jahrhundert und soll für Sir Thomas Norreys, Lord President of Munster, vor dessen Tod 1599 errichtet worden sein. Nachdem dieser verstorben war, erbten seine Nichte Elizabeth und ihr Gatte, Sir John Jephson, das Haus, und ihre Familie blieb fast 400 Jahre lang in Mallow. 1642, in den irischen Konföderationskriegen, wurde das Haus von den Truppen von Richard Butler, Lord Mountgarret, belagert, fiel aber nicht. 1645 wurde es von Truppen unter der Führung von James Tuchet, Lord Castlehaven, eingenommen. Im Krieg der zwei Könige wurde Mallow Castle durch einen Brand stark beschädigt und wurde daraufhin von den Jephsons aufgegeben. Die Jephsons ließen das neue Landhaus auf dem Gelände der Stallungen des alten festen Hauses bauen.

## Heute
Die Ruine des festen Hauses wurde 1928 zum National Monument erklärt. Commander Maurice Jephson verkaufte 1984 das Landhaus an die Familie McGinn aus Washington, D.C. in den USA. Seit 2011 gehören die Gebäude und das Anwesen dem County Cork.